# Juka Momikiová
Juka Momikiová (japonsky 籾木 結花, * 9. dubna 1996 New York) je japonská fotbalistka.

## Reprezentační kariéra
Za japonskou reprezentaci v letech 2017 až 2019 odehrála 30 reprezentačních utkání. Byla členkou japonské reprezentace i na Mistrovství světa ve fotbale žen 2019.

## Statistiky
| Japonsko | Japonsko | Japonsko |
| Roky     | Záp.     | Góly     |
| -------- | -------- | -------- |
| 2017     | 14       | 3        |
| 2018     | 7        | 3        |
| 2019     | 9        | 4        |
| Celkem   | 30       | 10       |

## Úspěchy

### Reprezentační
- Mistrovství světa do 20 let:  2016